# The Stranger from Within
The Stranger from Within – drugi singel projektu muzycznego Ayreon, wydany w 1996 roku. Utwór pochodzi z drugiego albumu studyjnego projektu: Actual Fantasy.

## Lista utworów
1. The Stranger From Within [single version] – 3:39
2. The Dawn of Man – 7:32
3. The Stranger from Within [album version] – 7:39

## Twórcy
- Arjen Lucassen – śpiew, gitara, gitara basowa, syntezator
- Edward Reekers – śpiew
- Okkie Huysdens – śpiew
- Robert Soeterboek – śpiew
- Cleem Determeijer – keyboard
- Rene Merkelbach – keyboard

Ścieżka perkusji została stworzona korzystając z automatu perkusyjnego.